# Tim Johnson (politicus)
Timothy Peter Johnson (Canton (South Dakota), 28 december 1946 – Sioux Falls (South Dakota), 8 oktober 2024) was een Amerikaans politicus voor de Democratische Partij. Van 1997 tot 2015 was hij senator voor South Dakota.

## Levensloop
Aan de University of South Dakota behaalde Johnson in 1969 een bachelor en in 1970 een master. Na een tussenjaar aan de Michigan State University vervolgde hij zijn studie aan de University of South Dakota en behaalde een doctoraat in de rechten.
Johnson is getrouwd met Barbara Brooks. Samen hebben zij twee kinderen. Een van zijn zoons diende in het leger ten tijde dat de oorlog naar Irak uitbrak. Filmmaker Michael Moore refereerde in zijn film Fahrenheit 9/11 aan Johnson toen hij zei dat er in de senaat maar één lid was met een zoon in het leger.

## Politieke carrière
Van 1979 tot 1982 was hij lid van het Huis van Afgevaardigden van South Dakota en van 1983 tot 1986 lid van de senaat van die staat. Hij werd in 1985 gekozen als de Openbaar aanklager van Clay County, en diende van 1987 tot 1997 in het Amerikaanse Huis van Afgevaardigden.
In 1996 stelde Johnson zich kandidaat voor de senaat en versloeg zittend senator Larry Pressler. In 2002 werd hij herkozen, maar met een verschil van slechts 524 stemmen.
In de Senaat was Johnson een van de weinige Democraten die in 2001 voor de belastingkortingen van president George W. Bush stemden. Ook stemde hij voor een voorstel om het verbod op semiautomatische wapens met tien jaar te verlengen.
Op initiatief van Johnson werd in 2010 het Buffalo Gap National Grassland, een gebied van 190 km² in South Dakota, verklaard tot beschermd gebied.
Johnson koos ervoor zich bij de verkiezingen van 2014 niet opnieuw kandidaat te stellen.

## Gezondheid en overlijden
Johnson werd in 2004 behandeld voor prostaatkanker. Onderzoek wees uit dat hij na behandeling was genezen. Op 13 december 2006 kreeg Johnson tijdens een live radio-interview een hersenbloeding. Als gevolg daarvan is hij een half jaar herstellende geweest. Hij moest onder andere spraaklessen ondergaan.
Johnson overleed op 8 oktober 2024 op 77-jarige leeftijd.